# 沈子來
沈子來（1546年—1612年），字汝脩，號明陽，浙江湖州府歸安縣人，民籍，明朝政治人物。

## 生平
嘉靖四十年（1561年）浙江鄉試第五十八名，萬曆八年（1580年）登庚辰科進士第三甲第四十五名。礼部觀政，本年授南直隸句容縣知县，十三年調北直隸廣平縣，十七年升刑部主事，二十年改工部，差荆州抽分。二十三年升员外郎，二十六年升郎中，管通惠河道，本年出為廣西梧州府知府，二十七年改湖廣寶慶府，三十三年升湖廣按察司副使、分巡下湖南道，三十五年以考察调簡。
萬曆三十八年（1610年）起补贵州副使。四十年卒。

## 家族
曾祖沈玭；祖父沈鏊；父沈應登，曾任府通判 累封按察司副使。母陸氏（累封恭人）；前母朱氏（累贈恭人）。兄沈子木。
孫沈胤城，康熙十二年癸丑进士。